# 포인트 앤드 클릭
포인트 앤드 클릭(point and click, 문화어: 누르기)은 컴퓨터 사용자가 마우스나 포인팅 장치를 이용하여 커서를 화면의 한 위치로 이동하여 (보통) 왼쪽 단추를 누르는 동작이다. 이를 테면 사용자가 한 문서에서 다른 문서로 이동할 때 하이퍼링크 위에 클릭하는 하이퍼미디어를 예로 들 수 있다.
가리켜서 클릭하는 동작을 수행하는 데 걸리는 시간은 피츠의 법칙으로 분량상의 모델이 될 수 있다.
사용자 인터페이스, 다시 말해 그래픽 사용자 인터페이스는 가끔 사용자가 바라는 부분을 가리키고 사용하기 쉽다는 것을 알려 주는 "포인트 앤 클릭 인터페이스"(point-and-click interfaces)라고 부른다.

## 한 번 클릭
한 번 클릭 또는 클릭은 마우스를 움직이지 않고 컴퓨터 마우스 단추를 한 번 누르는 행위이다. 클릭 또는 한 번 클릭은 보통 마우스의 주된 동작이다. 주로 객체를 선택하거나 강조하는 데 쓰이며, 끌기(drag)를 시작할 때 처음 하는 동작이기도 하다.
하지만 사용자가 왼손잡이일 때는 마우스 설정을 바꾸어서 쓰기도 하며, 장애인이라든지 다른 이유에서 설정을 바꾸는 경우도 있다.

### 아이콘
대부분의 컴퓨터 시스템에서 왼쪽 단추를 누름으로써 소프트웨어 기능을 선택한다.

### 문자열
웹 브라우저, 워드 프로세서와 같은 수많은 문자열 처리 프로그램에서 문자열을 클릭하면 커서를 해당 위치로 이동한다.

### 하이퍼링크
웹 사이트 화면 또는 문서 파일 내용 등에 포함된 하이퍼링크 위에 커서가 있을 때 마우스 버튼을 한 번 클릭하면 연결된 웹 페이지로 이동하거나 특정 프로그램이 실행된다.

### 오른쪽 클릭과 왼쪽 클릭
선택, 이동, 영역 지정 등에 주로 사용되는 마우스 왼쪽 버튼과 달리 오른쪽 버튼을 한 번 클릭했을 때는 더 세부적인 기능 또는 확장 메뉴로 연결되는 경우가 많다.
이 경우에도 사용자가 왼손잡이나 장애인일 때 혹은 특별한 이유가 있을 때 쓰기 편한 방식으로 설정을 바꿀 수 있다.

## 더블 클릭
한 번 클릭은 객체를 선택하거나 강조하는 반면 더블 클릭은 주로 객체를 실행하거나 연다.

## 같이 보기
- 드래그 앤 드롭
- 그래픽 사용자 인터페이스